# Karl Rabe (Ingenieur)
Karl Rabe (* 29. Oktober 1895 in Pottendorf, Niederösterreich; † 28. Oktober 1968 in Korntal bei Stuttgart) war ein österreichischer Konstrukteur für Porsche.

## Leben
Karl Rabe wurde als einziger Sohn des Schriftenmalers Karl Rabe geboren und bestand im Juni 1913 die Reifeprüfung der Höheren Gewerbeschule in Wiener Neustadt mit Auszeichnung. Schon im gleichen Jahr, am 13. Oktober 1913, trat er in das Konstruktionsbüro der Österreichischen Daimler-Motoren-Aktiengesellschaft (Austro Daimler) in Wiener Neustadt ein und wurde hier erstmals dem damaligen technischen Direktor und späteren Generaldirektor Ferdinand Porsche unterstellt.
Ferdinand Porsche erkannte bald die außergewöhnliche Begabung des jungen Konstrukteurs und betraute ihn sehr bald mit Spezialaufgaben, wobei Karl Rabe insbesondere an schweren Zugmaschinen mit benzin-elektrischem Antrieb, Lastzügen, Flugmotoren, Traktoren mit luftgekühlten Motoren für die Landwirtschaft sowie im Ersten Weltkrieg an Spezial-Artillerie-Zugmaschinen arbeitete.

### Karriere
Bereits am 8. April 1919 wurde er aufgrund seiner Verdienste zum Leiter der Abteilung Personenwagenbau des Austro Daimler Konstruktionsbüros ernannt und hat in dieser Eigenschaft neben mehreren PKW-Modellen insbesondere die 1100 cm³- und 1500 cm³-Rennwagen vom Typ Sascha, die 1922 die Targa Florio siegreich beenden konnten, sowie die ersten Austro Daimler-Sechszylinder-Schwingachswagen entwickelt. Nach dem Wechsel von Ferdinand Porsche als technischer Vorstand zur Daimler-Motoren-Gesellschaft in Stuttgart-Untertürkheim übernahm Karl Rabe 1923 die technische Gesamtleitung von Austro Daimler in Wiener Neustadt. Mit seiner Entwicklung des Austro Daimler Typ ADR realisierte er in der Bauweise des Fahrgestells ein völlig neues Konstruktionskonzept, was zu internationalem Aufsehen führte.
Karl Rabe wechselte am 1. Dezember 1927 zu den Steyr-Werken in Oberösterreich, wo er wieder mit Ferdinand Porsche zusammentraf, als dieser am 1. Januar 1929 als Vorstandsmitglied zu den Steyr-Werken kam. Auch hier wurden in kürzester Zeit die beiden neuen Steyr-PKW-Typen, der 8-Zylinder-Typ „Austria“ und der 6-Zylinder-Mittelklasse-Typ 30 entwickelt, der später der so erfolgreiche Typ Steyr 220 wurde.

### Stuttgart
Als im Januar 1931 Ferdinand Porsche in Stuttgart ein selbständiges Konstruktions- und Entwicklungsbüro eröffnete, war es fast selbstverständlich, dass ihm Karl Rabe nach dort folgte und die Stelle des Chefkonstrukteurs der Dr.-Ing. h. c. F. Porsche GmbH übernahm. In dieser Position war Karl Rabe bis zu seiner Pensionierung 1965 tätig. Im neu gegründeten Porsche-Konstruktionsbüro entstanden zahlreiche breit gefächerte Neukonstruktionen, an denen Karl Rabe maßgeblich beteiligt war. Besonders erwähnt seien:
- Der als Mittelmotor-Fahrzeug ausgelegte Auto-Union-Rennwagen mit 16-Zylinder-Triebwerk und Torsionsstabfederung,
- eine Sechszylinder-Mittelklasse-Limousine sowie ein Reihen-Achtzylindermotor für Wanderer,
- der Volkswagen,
- diverse Flugmotoren,
- kleine Schlepper für die Landwirtschaft,
- die allradangetrieben VW-Gelände- und Schwimmwagen und
- Motoren für Panzerfahrzeuge.

Während der kriegsbedingten Verlagerung von September 1944 bis zur Rückkehr nach Stuttgart im Sommer 1950 leitete Karl Rabe das Konstruktions- und Entwicklungsbüro der Dr.-Ing. h. c. F. Porsche KG in Gmünd in Kärnten. In dieser Zeit entstanden der Porsche-Sportwagen Typ 356, der 12-Zylinder-Cisitalia-Grand-Prix-Rennwagen mit zuschaltbarem Vierradantrieb, Wasserturbinen, Seilwinden für Bergbauern sowie Schlepper-Entwicklungen für den Göppinger Landmaschinenhersteller Allgaier.
Oberingenieur Karl Rabe blieb nach dem Tode von Ferdinand Porsche 1951 auch unter der Leitung seines Sohnes und Nachfolgers Ferry Porsche als Chefkonstrukteur und Prokurist dem Unternehmen Porsche aufs engste verbunden. Neben der Weiterentwicklung der Porsche-Sportwagen-Typen hatte Karl Rabe auch an der Konstruktion von Stationärmotoren und der bekannten luftgekühlten Porsche-Diesel-Traktoren, die von 1956 bis 1963 bei der Porsche-Diesel-Motorenbau GmbH Friedrichshafen am Bodensee gefertigt wurden, sowie an zahlreichen Auftragsentwicklungen für in- und ausländische Automobilhersteller maßgeblichen Anteil.

## Ruhestand und Tod
1965 trat Karl Rabe, seit 1957 Ehrensenator der Technischen Hochschule Stuttgart, in den Ruhestand, er blieb jedoch bis zu seinem Tode persönlicher technischer Berater von Ferry Porsche. Karl Rabe verstarb am 28. Oktober 1968 in Korntal bei Stuttgart, einen Tag vor seinem 73. Geburtstag. Karl Rabe war verheiratet und hatte drei Söhne. Einer seiner Söhne, Heinz, war lange Jahre ebenfalls bei Porsche als Personalchef tätig.